# Noel Fisher
Noel Roeim Fisher (Vancouver, 13 de março de 1984) é um ator canadense. Ele é mais conhecido pelo seu papel como Mickey Milkovich na série de televisão da Showtime Shameless e como Michelangelo no filme de 2014 Teenage Mutant Ninja Turtles.

## Biografia
Fisher começou sua carreira de ator aos 14 anos. Ele estreou em 1999 em The Sheldon Kennedy Story, um filme de drama esportivo sobre o jogador de hóquei no gelo Sheldon Kennedy. Seu desempenho lançou Fisher sua primeira indicação no Gemini Awards. Ele ganhou uma segunda nomeação com a série de televisão Godiva em 2005. Interpretou Brian Gibbons em Final Destination 2 em 2003, um dos seus primeiros papeis em um filme estadunidense. A partir de 2007, Fisher tornou-se mais conhecido por público graças a aclamada série do FX The Riches, interpretando Cael, o filho conivente e inteligente de Eddie Izzard e Minnie Driver. Fisher recebeu muitos elogios por interpretar Mickey Milkovich, um bandido homossexual na série de televisão Shameless.
Ele pode ser visto na minissérie da National Geographic, The Long Road Home, como Tomas Young, soldado de 24 anos e depois ativista pela paz, na batalha de 4 de abril de 2004, conhecida como Black Sunday. Em 2018 ele se juntou à biografia de Al Capone, chamada Capone, como o filho de Capone, Junior. Ele estrelou na série limitada da CBS, The Red Line  e também teve papel recorrente na série Castle Rock, da Hulu.

## Vida Pessoal
Desde novembro de 2004, Fisher está em um relacionamento com a atriz Layla Alizada. O casal noivou em 2014 e casou em 15 de julho de 2017

## Filmografia

### Filmes
| Ano  | Titulo                                           | Personagem          |
| ---- | ------------------------------------------------ | ------------------- |
| 2001 | Valentine                                        | Membro de gangue #1 |
| 2001 | Freddy Got Fingered                              | Pimply Manager      |
| 2001 | Max Keeble's Big Move                            | Troy McGinty        |
| 2003 | Final Destination 2                              | Brian Gibbons       |
| 2003 | Agent Cody Banks                                 | Fenster             |
| 2006 | Pope Dreams                                      | Pete                |
| 2007 | After Sex                                        | Jay                 |
| 2008 | Red (filme)                                      | Danny McCormack     |
| 2009 | A Dog Named Christmas                            | Todd McCray         |
| 2011 | Battle: Los Angeles                              | Pfc. Shaun Lenihan  |
| 2012 | The Twilight Saga: Breaking Dawn – Part 2        | Vladimir            |
| 2014 | Teenage Mutant Ninja Turtles                     | Michelangelo (voz)  |
| 2015 | Batman Unlimited: Monster Mayhem                 | Gogo Shoto (voz)    |
| 2016 | Teenage Mutant Ninja Turtles: Out of the Shadows | Michelangelo (voz)  |
| 2018 | A Yeti Adventure                                 | Simon Picard (voz)  |
| 2019 | Justice League vs. the Final Five                | Brainiac 5 (voz)    |
| 2020 | Capone                                           | Junior              |

### Televisão
| Ano       | Título                            | Papel                       | Notas |
| --------- | --------------------------------- | --------------------------- | --- |
| 2000–2001 | You, Me and the Kids              | Aaron                       | 10 episódios |
| 2000–2003 | X-Men: Evolution                  | Toad / Todd Tolensky        | 26 episódios (voz) |
| 2001      | Andromeda                         | Breyon                      | episódio "Music of a Distant Drum"                                                                                            |
| 2001      | The Outer Limits                  | Brae                        | episódio "Lion's Den" |
| 2001–2002 | Sk8                               | Alex                        | 13 episódios |
| 2002      | Glory Days                        | Robbie McNiel               | episódio "The Devil Made Me Do It"                                                                                            |
| 2002      | I Was a Teenage Faust             | Tom                         | telefilme |
| 2002      | Killer Bees!                      | Dylan Harris                | telefilme |
| 2002–2003 | Hamtaro                           | Stan                        | 104 episódios (voz) |
| 2004      | Two and a Half Men                | Freddie                     | episódio "Camel Filters and Pheromones"                                                                                       |
| 2004      | Cold Case                         | Jerry Kasher                | episódio "The Plan" |
| 2004      | Huff                              | Sam Johnson                 | 3 episódios |
| 2005–2006 | Godiva's                          | TJ                          | 19 episódios |
| 2006      | Medium                            | Brian / Jessie Andrews      | episódio "Sweet Child O' Mine"                                                                                                |
| 2007–2008 | The Riches                        | Cael Malloy                 | 20 episódios |
| 2008      | Life                              | John Armstrong              | episódio "Find Your Happy Place"                                                                                              |
| 2008      | Law & Order: Criminal Intent      | Milo                        | episódio "Reunion" |
| 2008      | The Mentalist                     | Travis Tennant              | episódio "Seeing Red" |
| 2009      | A Dog Named Christmas             | Todd McCray                 | telefilme |
| 2009      | Bones                             | Teddy Parker                | episódio "The Hero in the Hold"                                                                                               |
| 2009      | Law & Order: Special Victims Unit | CSU Tech Dale Stuckey       | 4 episódios |
| 2010      | The Pacific                       | Pvt. Hamm                   | episódio 9 "Okinawa" (mini-série)                                                                                             |
| 2010      | Terriers                          | Adam Fisher / Amnesiac      | episódio "Missing Persons" |
| 2010      | Lie To Me                         | Brian                       | episódio "The Canary's Song"                                                                                                  |
| 2011      | Criminal Minds: Suspect Behavior  | Jason Wheeler               | episódio "One Shot Kill" |
| 2011-2021 | Shameless                         | Mickey Milkovich            | Elenco principal (temporadas 3-5, 10-11) Recorrente (temporadas 1, 2, 7) Participação especial (temporadas 6, 9) 64 episódios |
| 2012      | Hatfields & McCoys                | Ellison 'Cotton Top' Mounts | 3 episódios (mini-série) |
| 2012      | The Booth at the End              | Dillon                      | 5 episódios |
| 2016-2017 | Justice League Action             | Klarion, the Witch Boy      | 2 episódios (voz) |
| 2017      | Fear the Walking Dead             | Willy                       | Episódioː "Eye of the Beholder"                                                                                               |
| 2017      | The Long Road Home                | Tomas Young                 | 7 episódios |
| 2018      | Castle Rock                       | Dennis Zalewski             | 6 episódios |
| 2019      | The Red Line                      | Paul Evans                  | 8 episódios (papel principal)                                                                                                 |
| 2020      | The Conners                       | Ed Conner Jr.               | 2 episódios |